# Pavel Stratan
Pavel Stratan (Nişcani, Distrito de Călăraşi, Moldavia, 11 de noviembre de 1970) es un cantante y compositor moldavo de música pop.
Se graduó en la Academia de Artes, Música y Teatro en Chisináu, Moldavia.
En 2002, puso en marcha su álbum debut Recuerdos de la Infancia.
Es padre de Cezar Stratan y de la cantante moldava Cleopatra Stratan.

## Discografía
- Amintiri din copilărie (Recuerdos de la infancia)[3] (2002)
- Amintiri din copilărie, vol. 2 (2004)
- Amintiri din copilărie, vol. 3 (2008)
- Amintiri din copilărie, vol. 4 (2011)